# Puente Sheely
El puente Sheely (del inglés: Sheely Bridge), originalmente conocido como el puente de Carbondale, es un pequeño puente que lleva tráfico peatonal sobre el río Roaring Fork en Mill Street Park en Aspen, Colorado, Estados Unidos.
Se trata de un puente corto de acero originalmente situado aguas abajo en Carbondale y más tarde trasladado a su actual ubicación.
Toma su nombre actual de su diseñador y constructor Charles Sheely. Cuando se construyó como un puente de carretera a principios del siglo XX era uno de los primeros en el estado de utilizar remaches. Sirvió a su propósito original hasta la década de 1960. En 1985 fue incluido en el Registro Nacional de Lugares Históricos.